# NGC 2703
NGC 2703 – gwiazda podwójna znajdująca się w gwiazdozbiorze Hydry. Zaobserwował ją Wilhelm Tempel w 1876 roku i skatalogował jako obiekt typu „mgławicowego”.